# Ludwig Heimrath junior
Ludwig Heimrath junior auch Ludwig Heimrath, Jr. (* 9. September 1956 in Scarborough (Toronto)) ist ein Unternehmer, Fahrsicherheitstrainer und ehemaliger kanadischer Autorennfahrer.

## Karriere
Ludwig Heimrath, Jr. begann seine Rennfahrerkarriere Ende der 1970er Jahre.
1980 startete er zusammen mit seinem gleichnamigen Vater mit einem Porsche 935 in der GTX-Klasse bei zwei Rennen der IMSA-GT-Meisterschaft.
Beim 6-Stunden-Rennen von Mosport, dass auch zur Markenweltmeisterschaft gezählt wurde, fuhr er auf einem Porsche 911 Carrera RSR zusammen mit Brian Hardacre und Jon Reski für das Team Climax-Racing auf den 19. Platz.
Im Folgejahr startete er für das Team Heimrath-Racing seines Vaters in Rennen der Markenweltmeisterschaft, IMSA-GT und der Trans-Am-Meisterschaft. In der IMSA-GT-Meisterschaft fuhr er erstmals bei den 24-Stunden-Rennen von Daytona und 12-Stunden-Rennen von Sebring. In Daytona fuhren er und sein Vater mit einem Porsche 935 auf den 14. Gesamtrang während in Sebring beide wegen eines Unfalls vorzeitig ausschieden.
In der Trans-Am startete Heimrath, Jr. mit einem Porsche 924 Carrera GTR in der GTO-Klasse. Dort erreichte er als bestes Ergebnis einen sechsten Platz beim Rennen in Mosport.
1982 setzte er bei IMSA- und Trans-Am-Rennen nur noch den Porsche 924 Carrera GTR ein. Jedoch schied er meistens wegen Motorproblemen vorzeitig aus. Das beste Jahresergebnis war ein 11. Platz beim 3-Stunden-Rennen Daytona Finale in der IMSA-GT-Meisterschaft.
1983 ging er nur noch bei Sportwagenrennen der IMSA-GT-Meisterschaft an den Start. Dort fuhren er und sein Vater einen Porsche 934 in der GTO-Klasse. Im selben Jahr fuhr er sein erstes und einziges Langstreckenrennen in Le Mans. Für das Team Brun Motorsport pilotierte er zusammen mit David Deacon und Jacques Villeneuve, Sr. einen Sehcar SH C6 in der Gruppe C – mussten jedoch wegen Kupplungsproblemen das Rennen vorzeitig beenden.
In der Saison 1984 startete er nur in wenigen IMSA-GT-Rennen. Sein bestes Ergebnis erzielte er zusammen mit Werner Frank beim 500-Meilen-Rennen von Road America in einem Porsche 935/80 mit dem 11. Platz.
1985 bestritt Heimrath, Jr. für das Team Truesports im Gruppe-C-Rennwagen Alba AR5 Rennen in der GTP-Klasse der IMSA-GT-Serie. Beim 500-km-Rennen von Columbus erreichten er und Jim Trueman als bestes Ergebnis einen vierten Platz.
Sein größter Erfolg in seiner Karriere war der vierte Rang zusammen mit seinem Vater und Kees Kroesemeijer beim 1000-km-Rennen von Mosport in der Markenweltmeisterschaft auf einem Porsche 956 des Teams Kremer Racing.
Im darauffolgenden Jahr startete er nochmals mit einem Porsche 944 Turbo in einigen Rennen der Trans-Am-Meisterschaft. Jedoch konnte er wegen Ausfällen kein Rennen erfolgreich beenden.
In der IMSA-GT-Meisterschaft fuhr er 1986 nur ein Rennen zusammen mit Elliott Forbes-Robinson in einem Nissan GTP ZX-T beim 500-km-Rennen von Mid-Ohio und erreichte den siebten Rang.
Nach ein paar Jahren Unterbrechung ging Ludwig Heimrath, Jr. 1993 und 1994 nochmals bei den 24-Stunden Langstreckenrennen von Daytona und Sebring an den Start. Beim 24-Stunden-Rennen von Daytona beendete er das Rennen auf einem Porsche 944 Turbo für das Team Scott Clarke auf 19. Gesamtrang und dem sechsten Rang in der INV GT-Klasse.
Sein letztes Rennen 1994 in Daytona musste er wegen eines technischen Defekts am Fahrzeug vorzeitig beenden.
In seiner Rennfahrerkarriere fuhr Heimrath, Jr. auch Formel-Rennen. 1983 und 1984 startete er mit einem Ralt RT5 in der Formula Super Vee USA und belegte 1983 den fünften Rang und 1984 den vierten Rang in der Jahreswertung.
In der Indy Car World Series der CART fuhr er 1984 und 1985 jeweils ein Rennen. Von 1987 bis 1989 startete er für das Team Mackenzie Financial mit einem Lola-Rennwagen. Jedoch konnte er nur wenige Rennen beenden.
Nach seinem Ausstieg aus dem Motorsport betätigte sich Heimrath, Jr. zusammen mit seiner Frau Kathy Rude, die ebenfalls Rennfahrerin war, als Fahrsicherheitstrainer und Instrukteur für Audi.
Er ist Geschäftsführer des Verbundwerkstoffherstellers All-Composite Inc.

## Statistik

### Le-Mans-Ergebnisse
| Jahr | Team            | Fahrzeug     | Teamkollege        | Teamkollege  | Platzierung | Ausfallgrund     |
| ---- | --------------- | ------------ | ------------------ | ------------ | ----------- | ---------------- |
| 1983 | Brun Motorsport | Sehcar SC C6 | Jacques Villeneuve | David Deacon | Ausfall     | Kupplungsschaden |

### Sebring-Ergebnisse
| Jahr | Team             | Fahrzeug          | Teamkollege            | Teamkollege | Teamkollege        | Platzierung | Ausfallgrund |
| ---- | ---------------- | ----------------- | ---------------------- | ----------- | ------------------ | ----------- | ------------ |
| 1981 | Heimrath Porsche | Porsche 935       | Ludwig Heimrath senior |             |                    | Ausfall     | Unfall       |
| 1993 | Scott Clarke     | Porsche 944 Turbo | Ken McKinnon           | Tom Rathbun | Bernadette Hubbard | Ausfall     | Unfall       |